# 西藏金丝桃
西藏金丝桃（学名：Hypericum himalaicum）为藤黄科金丝桃属下的一个种。

## 扩展阅读
- 維基物種上的相關：西藏金丝桃